# I-10 (підводний човен)
I-10 — підводний човен Імперського флоту Японії, який взяв участь у Другій світовій війні. Має один з найбільших переможних рахунків серед підводних човнів Імперського флоту, який налічує 15 потоплених та 2 пошкоджені транспортні судна.

## Початок історії корабля
І-10 став другим серед кораблів типу A (також відомий як клас I-9), представники якого мали великі розміри (їх надводна водотоннажність перевищувала підводний показник океанських субмарин США) та могли нести розвідувальний літак. Човни типу А були оснащені додатковими засобами комунікації, оскільки призначались для виконання функцій флагманських кораблів ескадр підводних човнів, що й відрізняло їх від дуже схожих кораблів типу B.

## Перший похід
На момент вступу Японії у Другу світову війну I-10 був флагманським кораблем 2-ї ескадри підводних човнів. 16 листопада 1941-го човен полишив Японію, маючи на борту гідролітак Watanabe E9W1. На відміну від інших японських субмарин, I-10 перед рухом до Гаваїв мав завдання провести розвідку архіпелагів Фіджі та Самоа. Човен дозаправився на Маршаллових островах на атолі Кваджелейн (до середини 1942-го активно використовувався як база підводних сил Імперського флоту), а 30 листопада його літак пролетів над Сува (головний населений пункт Фіджі) та доповів про відсутність тут ворожих військових кораблів. Втім, повернутись на I-10 літак не зміг і після безрезультатних пошуків човен рушив далі та 3 грудня провів рекогносцирування Паго-Паго у перископ (за його результатами командир I-10 доповів про виявлення важкого крейсера).
У день нападу на Перл-Гарбор 7 грудня 1941-го човен перебував за понад дві тисячі кілометрів від Оаху. 9 грудня I-10 рушив у район, де помітили ворожий авіаносець. При цьому в ніч проти 10 грудня за півтори тисячі кілометрів на південний схід Гонолулу човен спершу невдало атакував торпедою транспортне судно Donerail (4473 GRT), а потім сплив та обстріляв його за артилерії. Один з двох десятків снарядів влучив у ціль і за дві години Donerail затонув.
12 грудня 1941-го I-10 дістав наказ прямувати до західного узбережжя США та діяти в районі Сан-Дієго, проте тут йому не вдалось досягнути якихось успіхів і 11 січня 1942-го I-10 завершив похід на Маршаллових островах на атолі Кваджелейн (до середини 1942-го активно використовувався як база підводних сил Імперського флоту).
12—21 січня 1942-го I-10 здійснив перехід у метрополію до Йокосуки. 12—20 березня човен безрезультатно виходив звідси з наказом знайти ворожу авіаносну групу, при цьому він вже належав до 8-ї ескадри підводних човнів.

## Другий похід
На початку квітня 1942 року 8-ма ескадра виділила для дій в Індійському океані на комунікаціях союзників 5 підводних човнів, одним з яких став I-10. 16 квітня загін вирушив із Хашираджими (затока Хіросіма). 24 квітня на переході між Сінгапуром та Пенангом (порт на західному узбережжі півострова Малакка, де японці облаштували базу підводних човнів) I-10 помилково обстріляли з транспорту «Ураджо-Мару», що, втім, не призвело до якихось пошкоджень, а 25 квітня човен прибув до Пенангу.
30 квітня 1942-го I-10 вирушив для проведення розвідки узбережжя Східної Африки, після чого по найкращій виявленій цілі мала завдати удару за допомогою диверсійних мінісубмарин основна частина загону. В період з 20 по 29 травня здійснив польоти над південноафриканськими портами Дурбаном, Іст-Лондоном, Порт-Елізабет та Саймонс-Тауном (база ВМФ поблизу Кейптауну), а також Дієго-Суаресом (наразі Анціранана на півночі Мадагаскару). В останньому був виявлений лінкор HMS Ramillies, також у порту перебували 2 есмінці, 2 корвети та 5 транспортів. Як наслідок, саме на Дієго-Суарес здійснили напад мінісубмарини, при цьому був торпедований та на рік виведений з ладу лінкор, а також потоплений транспорт (цей результат був найкращим із серії нападів, до якої також належать атаки на Перл-Гарбор та Сідней). 31 травня літак з I-10 здійснив ще один політ над Дієго-Суаресом з метою пошуку вцілілих диверсантів, проте не досягнув успіху (можливо відзначити, що обидва члени екіпажу мінісубмарини з човна I-20 добрались до берега та були вбиті у перестрілці з морськими піхотинцями).
Після завершення диверсійної операції I-10 зайнявся боротьбою із судноплавством біля узбережжя Африки. З 5 по 8 червня 1942-го човен потопив у південній частині Мозамбіцької протоки три транспортні судна. Наступні три тижні пройшли без нових успіхів, зате I-10 зміг провести дозаправку від допоміжних крейсерів Айкоку-Мару та Хококу-Мару. 28 та 30 червня все так же в південній частині протоки човен знищив ще два транспортні судна. Далі I-10 змістився північніше і 6 липня менш ніж за сотню кілометрів від порту Мозамбік потопив чергове торгове судно. 8 липня човен здобув ще дві перемоги над транспортами, цього разу за три-чотири сотні кілометрів на південний схід від Мозамбіку.
30 липня 1942-го I-10 завершив похід у Пенанзі, а 1—12 серпня перейшов до Йокосуки.

## Третій похід
21—27 жовтня 1942-го човен здійснив перехід на атол Трук, що лежить у центральній частині Каролінських островів (тут ще до війни спорудили велику базу, яка до лютого 1944-го відгравала важливу роль у операціях японських збройних сил в Океанії). На той час уже кілька місяців точилась битва за Гуадалканал і 24 листопада I-10 вирушив на схід Соломонових островів із завданням підтримувати операції проти якірної стоянки Лунга. Втім, досягнути якихось успіхів човну не вдалось і 18 грудня він повернувся на Трук.

## Четвертий похід
5 січня 1943-го I-10 полишив базу, маючи зокрема завдання на проведення розвідки Нової Каледонії та Нової Зеландії.
16 січня 1943-го за півтори сотні кілометрів на південний схід від Нумеа (головний порт Нової Каледонії) човен провів торпедну атаку на групу кораблів, найбільший з яких визначили як авіаносець, проте не досягнув жодного влучання. Вночі 24 січня літак з I-10 провів розвідувальний політ над Нумеа, за результатами якого пілот доповів про виявлення в гавані численних бойових кораблів включно з лінкорами. А 30 січня за дві з половиною сотні південніше від Нумеа човен торпедував і потопив транспортне судно.
Наприкінці першої декади лютого I-10 здійснив дві невдалі атаки на транспорти, а 14 лютого підійшов до північно-західного узбережжя Нової Зеландії, а ще за дві доби був у районі Веллінгтону. В наступні кілька тижнів човен провів ще одну невдалу атаку на транспорт, а 1 березня за чотири з половиною сотні кілометрів на південний захід від Фіджі нарешті поцілив торпедою американський танкер Gulfwave, втім, останній зміг самостійно дійти до порту.
12 березня 1943-го I-10 завершив похід на Труці, а 15—21 березня пройшов до Сасебо, де став на двомісячний ремонт.

## П'ятий похід
1—12 червня 1943-го I-10 пройшов з Куре до Пенангу, а 27 червня вирушив у похід до Індійського океану разом з човном I-8, що прямував із транспортною місією до Німеччини. На початку липня I-10 двічі провів дозаправку I-8, після чого рушив для дій на ворожих комунікаціях.
22 липня 1943-го за шість сотень кілометрів на південний захід від Мальдивського архіпелагу човен потопив норвезький танкер, а 4 серпня завершив похід у Пенанзі.

## Шостий похід
2 вересня 1943-го I-10 розпочав черговий похід до Індійського океану, а 14 вересня у південній частині Аравійського моря торпедував і потопив ще один норвезький танкер.
20 вересня 1943-го розвідувальний літак з I-10 здійснив політ над островом Перім у Баб-ель-Мандебській протоці, за результатами якого пілот доповів про відсутність там ворожих аеродромів.
Наступні кілька тижнів човен діяв у Аденській затоці та потопив 2 транспортні судна. 5 жовтня 1943-го на виході із затоки у Аравійське море I-10 торпедував черговий норвезький танкер Anna Knudsen, який, втім, утримався на плаву (можливо відзначити, що у попередньому році це судно вже було торпедоване німецькою субмариною, а в підсумку переживе війну та плаватиме до 1960-го).
24 жовтня 1943-го у південно-східній частині Аравійського моря менш ніж за дві сотні кілометрів на захід від Мальдивського архіпелагу I-10 атакував британське транспортне судно. Оскільки торпедний залп не дав влучань, човен сплив на поверхню та зміг потопити транспорт за допомогою артилерії.
30 жовтня 1943-го I-10 завершив похід у Пенанзі, за кілька діб перейшов до Сінгапуру, а 7—16 грудня пройшов звідти до Сасебо, де став на черговий ремонт.

## Сьомий похід
3—10 лютого 1944-го I-10 пройшов на атол Трук, який уже 17 лютого став ціллю для потужного удару американського авіаносного з'єднання. Сам човен зазнав незначних пошкоджень, було вбито трьох моряків. I-10 вийшов з бази для пошуку ворожих авіаносців, проте не зміг досягнути якихось успіхів.
25 лютого 1944-го човен вирушив у черговий дальній похід, цього разу до західного узбережжя США. Втім, 4 березня поблизу атола Мілі (Маршаллові острови) I-10 був атакований глибинними бомбами та зазнав суттєвих пошкоджень. Як наслідок, човен попрямував до метрополії на ремонт і 20 березня прибув до Йокосуки.

## Восьмий похід
9 травня 1944-го I-10 вирушив для дій у районі на схід від Маршаллових островів, при цьому 12 червня його літак здійснив розвідувальний політ над атолом Маджуро, де американці облаштували велику якірну стоянку. Під час приводнення літак втратили, проте екіпаж вдалось підібрати. Пілот доповів про те, що стоянка пуста, а наступного дня японське командування ввело в дію план захисту Маріанських островів (які розглядали як складову частину головного оборонного периметра імперії) і віддало наказ численним підводним човнам прямувати в район на схід від цього архіпелагу.
15 червня 1944-го дійсно почалась атака американців на Маріанські острови, а 24 червня на I-10 дістали наказ провести евакуацію адмірала з острова Сайпан. 28 червня човен вийшов на зв'язок та повідомив, що перебуває за сім десятків кілометрів на північний схід від острова і не може прослизнути через кордон ворожих кораблів.
4 липня 1944-го ескортний есмінець «Ріддл», який належав до охорони авіаносця «Бретон», встановив контакт із підводною ціллю та провів кілька атак глибинними бомбами. Дещо більш ніж за годину скинув серію глибинних бомб і есмінець «Девід Тейлор», за шість хвилин після чого зафіксували потужний підводний вибух, а потім на поверхні з'явились нафтові плями та уламки.
Разом з І-10 загинули всі 103 особи, що перебували на борту.

## Бойовий рахунок
| Дата       | Назва           | Тип      | Тоннаж | Місце            |
| 10.12.1941 | Donerail        | вантажне | 4473   | 8°00'N 152°00'W  |
| 05.06.1942 | Atlantic Gulf   | пароплав | 2639   | 21°03'S 37°36'E  |
| 05.06.1942 | Melvin H. Baker | вантажне | 4999   | 21°44'S 36°38'E  |
| 08.06.1942 | King Lud        | пароплав | 5224   | 20°00'S 40°00'E  |
| 28.06.1942 | Queen Victoria  | вантажне | 4957   | 21°15'S 40°30'E  |
| 30.06.1942 | Express         | пароплав | 6737   | 23°30'S 37°30'E  |
| 06.07.1942 | Nymphe          | вантажне | 4504   | 15°48'S 40°42'E  |
| 08.07.1942 | Hartismere      | пароплав | 5498   | 18°00'S 41°22'E  |
| 08.07.1942 | Alchiba         | вантажне | 4427   | 18°30'S 41°40'E  |
| 30.01.1943 | Samuel Gompers  | вантажне | 7176   | 24°28'S 166°20'E |
| 22.07.1943 | Alcides         | танкер   | 7634   | 03°00'S 68°00'E  |
| 14.09.1943 | Bramora         | танкер   | 6361   | 06°00'N 67°00'E  |
| 24.09.1943 | Elias Howe      | вантажне | 7634   | 11°40'N 44°35'E  |
| 01.10.1943 | Storviken       | вантажне | 4836   | 11°43'N 48°07'E  |
| 24.0.1943  | Congella        | вантажне | 4533   | 01°02'N 71°14'E  |